# Воронино (Шарлицький район)
Воро́нино (рос. Воронино) — селище у складі Шарлицького району Оренбурзької області, Росія.

## Населення
Населення — 8 осіб (2010; 8 у 2002).
Національний склад (станом на 2002 рік):
- росіяни — 100 %